# Ngozi
Ngozi é uma província do Burundi. Sua capital é a cidade de Ngozi.

## Comunas
Karuzi está dividida em 9 comunas:
- Busiga
- Gashikanwa
- Kiremba
- Marangara
- Mwumba
- Ngozi
- Nyamurenza
- Ruhororo
- Tangara

## Demografia
| 2001    | 2011    |
| 637.923 | 726.615 |